# Свети Атанасий (Велушина)
Вижте пояснителната страница за други значения на Свети Атанасий.
„Свети Атанасий“ (на македонска литературна норма: „Свети Атанасиј“) е църква в битолското село Велушина, Северна Македония, днес в диозеца на Преспанско-Пелагонийската епархия на Македонската православна църква – Охридска архиепископия.
Църквата е гробищен храм, разположен в оградените стари гробища в самото село. В архитектурно отношение представлява еднокорабна сграда, иззидана от ломен камък. Входът е през трема от западната страна. В нишата над входа е запазено допоясно изображение на патрона на църквата Свети Атанасий. В олтарното пространство на източната стена и в конхата са изписани Света Богородица с Малкия Христос, а в долната зона светци. Вляво и вдясно от апсидата е Благовещението, а в малките ниши на протезиса и дяконикона са Свети Стефан и Свети Роман. Стилът на живописта позволява датировка в XVII век. Иконостасът има две врати - царски двери и на протезиса, и четири престолни икони - тези на Исус Христос, Йоан Кръстител и Свети Атанасий са от началото на XIX век.
|  |  |  |